# Wodorotlenek żelaza(II)
Wodorotlenek żelaza(II), Fe(OH)
2 – nieorganiczny związek chemiczny z grupy wodorotlenków, w którym żelazo występuje na II stopniu utlenienia. Powstaje w wyniku dodania do odtlenionego roztworu siarczanu żelaza(II), wodorotlenku sodu. W tej reakcji powstaje biały osad, który w zetknięciu z powietrzem bardzo szybko ulega utlenieniu, przybierając jasnozielony kolor (czasami zwany zieloną rdzą). Ma własności amfoteryczne; rozpuszcza się w kwasach z utworzeniem odpowiednich soli żelaza(II).

## Właściwości
Wodorotlenek żelaza(II) jest słabo rozpuszczalny w wodzie (Ir = 1,6×10−14). Rozpuszcza się w stężonej wodzie amoniakalnej (NH
3aq). Pod wpływem powietrza ulega utlenieniu do Fe(OH)
3; osad zabarwia się wówczas najpierw na zielono, a następnie na brunatno. Podczas ogrzewania pod zmniejszonym ciśnieniem ulega dehydratacji do tlenku żelaza(II):
Fe(OH)
2  →  FeO + H
2O↑

## Otrzymywanie
Można go otrzymać w reakcji roztworu soli żelaza(II), np. FeCl
2 lub FeSO
4, z wodorotlenkami, np. KOH lub NaOH:
FeSO
4 + 2KOH → Fe(OH)
2↓ + K
2SO
4
W celu dodatkowego oczyszczenia uzyskany osad rozpuszcza się w stężonym NH
3aq i rozcieńcza dużą ilością wody, co prowadzi do wytrącenia związku. Następnie mieszaninę ogrzewa się w 80 °C w celu uzyskania większych ziaren osadu i szybszej precypitacji. Osad suszy się przez liofilizację, a następnie przez umieszczenie na kilka godzin w wysokiej próżni w sąsiedztwie P
2O
5.